# Musashimurayama
Musashi-Murayama (jap. 武蔵村山市, -shi) ist eine Stadt in der japanischen Präfektur Tokio westlich von Tokio.

## Geographie
Musashi-Murayama liegt westlich von Tokio und nördlich von Hachiōji.

## Geschichte
Die bis dahin bestehende Stadt Murayama (Murayama-machi) im Kreis Nord-Tama wurde am 3. November 1970 zur kreisfreien Stadt (-shi). Da es in der Präfektur Yamagata/Provinz Dewa bereits seit 1954 eine Murayama-shi gab, wurde dabei wurde zur Unterscheidung der Provinzname Musashi dem Stadtnamen vorangestellt, der hier auf Musashino (武蔵野, wörtlich die „Musashi-Felder“ oder „-Ebene“) verweisen soll.
Zur Meiji-Restauration 1868 erstreckte sich die Gegend auf vier Dörfer (Nakatō-, Yokota-, Mitsugi- und Kishi-mura, 中藤村、横田村、三ツ木村、岸村) und gehörte zunächst zur Präfektur Nirayama, ab 1871 zu Kanagawa, seit dem Tama-Transfer 1893 zu Tokio. Ab 1889 bildeten die vier Dörfer einen Gemeindeverband. In zwei Schritten 1908 und 1917 fusionierten sie zum Dorf Murayama. Der Name Murayama für die Gegend geht bereits auf das Altertum zurück, wurde ursprünglich aber als 群山 geschrieben, als Mureyama gelesen und als Bezeichnung für die Sayama-Hügel (Sayama-kyūryō 狭山丘陵) im heutigen Präfekturgrenzgebiet zwischen Tokio und Saitama verwendet. Im beginnenden Mittelalter erscheint der Name in der heutigen Form Murayama, als aus der Gegend die Murayama-tō (村山党) kam, eine der Musashi shichi-tō (武蔵七党), sieben verbündeten Klans von kleineren Adligen aus Musashi, die im Gempei-Krieg zu Ruhm gelangten und viele Gefolgsleute im folgenden Kamakura-Shōgunat stellten. Später wurde der Name für die gut zu verteidigende Südseite des Sayama-Hügellandes verwendet, wo auch das moderne Murayama liegt.
1954 wurde Murayama [kreisangehörige] Stadt. Zwischen 1964 und 1966 errichtete die Präfekturregierung in der Stadt ihr präfekturweit größtes öffentliches Wohnungsbauprojekt, das Murayama danchi mit über 5.000 Einheiten. Die Gesamtbevölkerung von Murayama stieg zwischen 1965 und 1970 von rund 14.000 auf über 41.000, 1975 überstieg sie 50.000 und 1985 60.000.

## Angrenzende Städte und Gemeinden
- Tachikawa
- Higashiyamato
- Fussa
- Mizuho
- Tokorozawa

## Städtepartnerschaften
- Sakae, Japan

## Persönlichkeiten
- Gō Hatano (* 1998), Fußballspieler